# ریو سوزوکی
ریو سوزوکی (انگلیسی: Rio Suzuki; ۱۰ فوریهٔ ۲۰۰۵ – ) بازیگر، بازیگر خردسال، صداپیشه، و خواننده اهل ژاپن بود. وی از سال ۲۰۱۰ میلادی تاکنون مشغول فعالیت بوده‌است.